# Robert Oertel
Robert Oertel (* 30. Oktober 1907 in Leipzig; † 1. Dezember 1981 in Freiburg im Breisgau) war ein deutscher Kunsthistoriker und Museumsleiter. Der Experte für italienische Renaissancemalerei war von 1964 bis 1973 Direktor der Gemäldegalerie in West-Berlin.

## Leben
Oertel wuchs als Sohn eines Juristen in einer bildungsbürgerlichen Familie auf und absolvierte sein Abitur 1927 an der Thomasschule zu Leipzig. Er studierte Kunstgeschichte, Archäologie, Geschichte und Philologie an der Universität Leipzig, der Universität Wien, der Ludwig-Maximilians-Universität München und der Universität Hamburg. Er promovierte 1932 bei Hans Jantzen an der Universität Frankfurt am Main mit einer Dissertation über Die Frühwerke des Masaccio. Danach wirkte er als Volontär am Augustinermuseum in Freiburg im Breisgau. Von Dezember 1932 bis April 1933 war er Stipendiat an der Bibliotheca Hertziana in Rom. Danach wurde er Assistent bei Jantzen, wechselte aber im Oktober desselben Jahres aus dem nach der NS-Machtübernahme stark ideologisierten akademischen Betrieb zu den Staatlichen Museen Berlin. Als freiwilliger Wissenschaftlicher Hilfsarbeiter erhielt er Unterweisungen bei Ernst Kühnel (islamische Kunst), Wolfgang Volbach (frühchristlich-byzantinische Sammlung), Friedrich Winkler und Willy Kurth (Kupferstichkabinett). Von 1935 bis 1939 war er Leiter der Photothek am Kunsthistorischen Institut in Florenz. In der Zeit unternahm er zahlreiche Studienreisen durch Italien und studierte insbesondere die italienische Freskomalerei. Am 1. Juni 1937 beantragte Oertel die Aufnahme in die NSDAP und wurde zum 1. Oktober desselben Jahres aufgenommen (Mitgliedsnummer 4.457.015).
Kurz vor Beginn des Zweiten Weltkriegs kehrte er nach Deutschland zurück und wurde Kustos der Gemäldegalerie Alte Meister in Dresden unter Hans Posse bzw. ab 1942 Hermann Voss. Er war unter Posse am Sonderauftrag Linz des staatlich organisierten Kunstraubs für ein geplantes „Führermuseum“ beteiligt. 1944 wurde er zum Kriegsdienst einberufen und als Artillerist an die Ostfront kommandiert, wo er in sowjetische Kriegsgefangenschaft geriet. Nach Kriegsende war er maßgeblich an der Wiedereröffnung der Dresdner Gemäldegalerie beteiligt. Aufgrund seiner früheren NSDAP-Mitgliedschaft wurde er jedoch im Juli 1946 entlassen und wechselte dann in die westlichen Besatzungszonen nach Freiburg im Breisgau. Dort habilitierte er sich 1948 bei Kurt Bauch mit Studien zu Giottos nachpaduanischen Stil. Im Jahr darauf erhielt er eine Dozentur an der Universität Freiburg, 1950 heiratete er. Oertel wurde 1955 zum außerplanmäßigen Professor ernannt.
Er wechselte er 1958 zurück in den Museumsdienst, als Hauptkonservator an der Alten Pinakothek in München, wo er nach zwei Jahren zum Oberkonservator und 1962 zum Landeskonservator aufstieg. Den Höhepunkt seiner Karriere erreichte Oertel im November 1964 als Direktor der Gemäldegalerie der Staatlichen Museen Preußischer Kulturbesitz im West-Berliner Museumszentrum Dahlem. Er verantwortete eine neue Präsentation der italienischen Renaissancewerke und konzipierte bereits den Neubau der Gemäldegalerie im Kulturforum am Tiergarten, der allerdings erst 1998 eröffnen sollte. Nach seiner Pensionierung zog Oertel 1973 wieder in die Nähe von Freiburg, wo er in Kirchzarten am Schwarzwald seinen Lebensabend verbrachte.

## Schriften (Auswahl)
- Fra Filippo Lippi, Wien 1942.
- Manieristen-Ausstellung in Neapel, in: Kunstchronik 6, 1953, S. 5–8.
- Pontormos Büßender Hieronymus, in: Mitteilungen des Kunsthistorischen Institutes in Florenz 7, 1955, S. 111–120.
- Italienische Malerei bis zum Ausgang der Renaissance, München 1960.
- Der Laurentius-Altar aus dem Florentiner Dom. Zu einem Werk des Maestro del Bambino Vispo, in: Studien zur toskanischen Kunst (Festschrift Ludwig Heinrich Heydenreich), München 1964, S. 205–220.
- Die Frühzeit der italienischen Malerei, Stuttgart 1966.
- Studies in Late Medieval and Renaissance Painting in Honor of Millard Meiss, New York 1975.